# Glyphochloa talbotii
Glyphochloa talbotii là một loài thực vật có hoa trong họ Hòa thảo. Loài này được (Hook.f.) Clayton mô tả khoa học đầu tiên năm 1981.